# Selmice (zaniklá vesnice)
Selmice jsou zaniklá vesnice v katastru obce Zbrašín na okrese Louny. Od 14. století byly sídlem farnosti a samostatným panstvím s tvrzí. Jako sídelní jednotka zanikly v průběhu 18. století.

## Historie
V písemných pramenech se Selmice poprvé vyskytují roku 1349 v přídomku šlechtice Smila, který je uváděný jako man Albrechta z Kolovrat, dvorského úředníka, jemuž patřil blízký Ročov. Z roku 1363 pochází první zmínka o zdejším farním kostele. Patronátní právo k němu měl tehdy Bořita ze Selmic. V letech 1368 a 1389 byli patrony kostela Kolovratové: již zmíněný Albrecht a pak jeho syn Mikuláš. Ještě před husitskými válkami získali patronátní právo zpět rytíři píšící se podle Selmic.

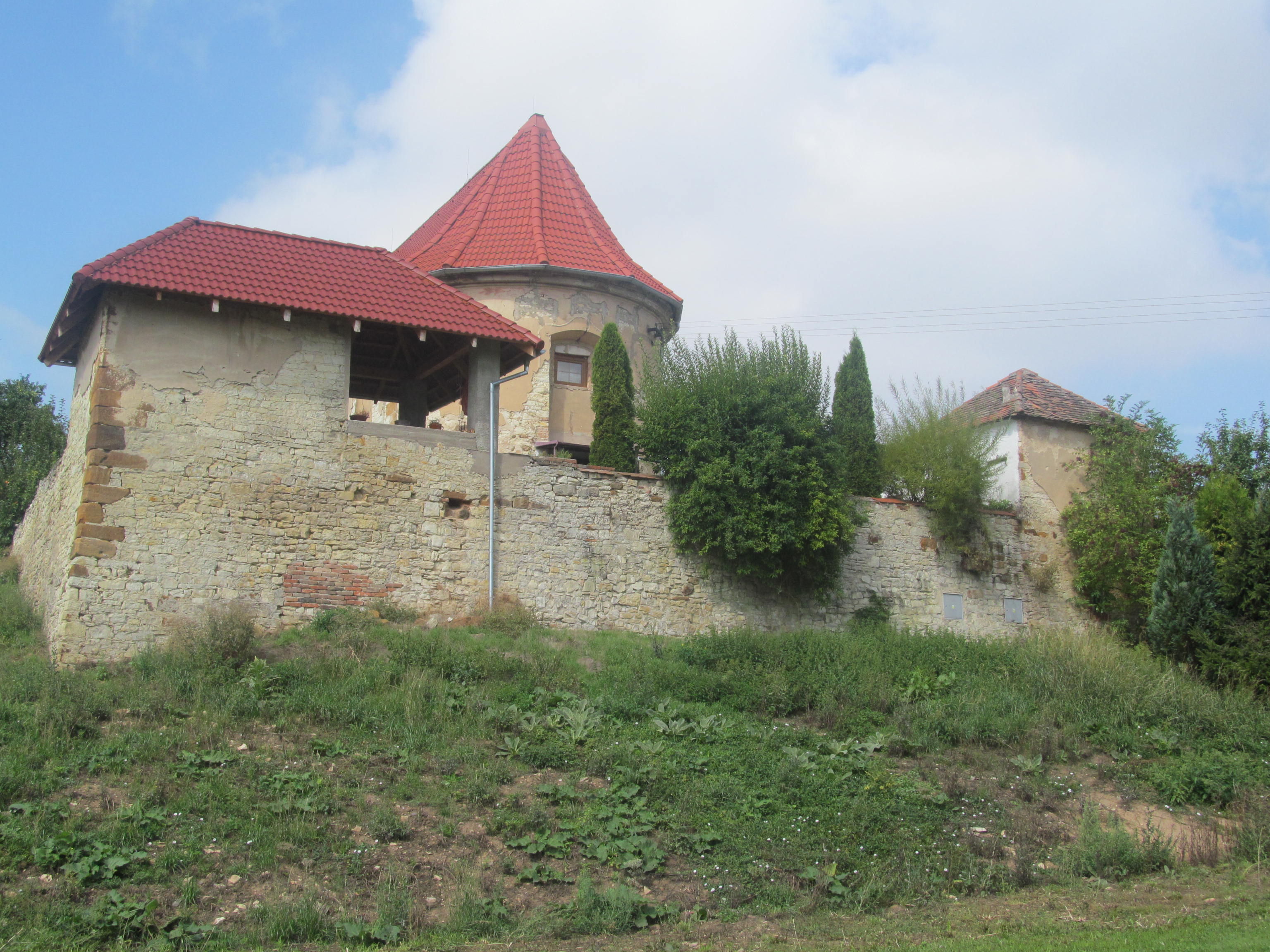
Presbytář kaple sv. Ondřeje se dvěma márnicemi

Nejpozději od roku 1528 patřily Selmice rodu Selmických z Cítova. V roce 1542 se zde poprvé uvádí tvrz. Z kupní smlouvy z roku 1573 je známo, že měla tvar čtyřúhelníka, že v ní byly tři světnice, několik komor a sklepy a ležela na kopci naproti vesnici. Pod ní byl pivovar a dnes obnovený rybník. K tvrzi patřily též tři chmelnice, ovocná zahrada, mlýn a tři rybníky, z nichž dva stále existují. Ve vrchnostenských lesích rostly břízy, duby a smrky. K panství patřily vesnice Břínkov, Zbrašín, Hořany a část Hřivic.
V roce 1573 koupil panství Selmice Adam Hruška z Března, příslušník rozvětveného rytířského roku zakoupeného na Lounsku a Žatecku. Jeho vnukovi Adamu Jindřichovi byly v roce 1623 Selmice konfiskovány jako trest za podporu stavovského odboje. Během třicetileté války a po ní se majitelé panství rychle střídali, zpravidla se jednalo o spekulativní koupě. Pro dějiny Selmic je významná zpráva v jedné z lounských městských knih, podle které před únorem 1639 selmický zámek vyhořel i se všemi hospodářskými budovami a stěží ho již bude možné opravit. Soupis poddaných podle víry z roku 1651 uvádí u hesla Selmice majitele panství Jana Začala z Biletína s rodinou a čtyřmi čeledíny, není ale jisté, zda tento bohatý lounský měšťan bydlel na zchátralé tvrzi. Podle Soupisu zde žádní poddaní nežili. V roce 1667 nechali tehdejší majitelé tvrz opravit, ale Selmice již byly zpustošeny.

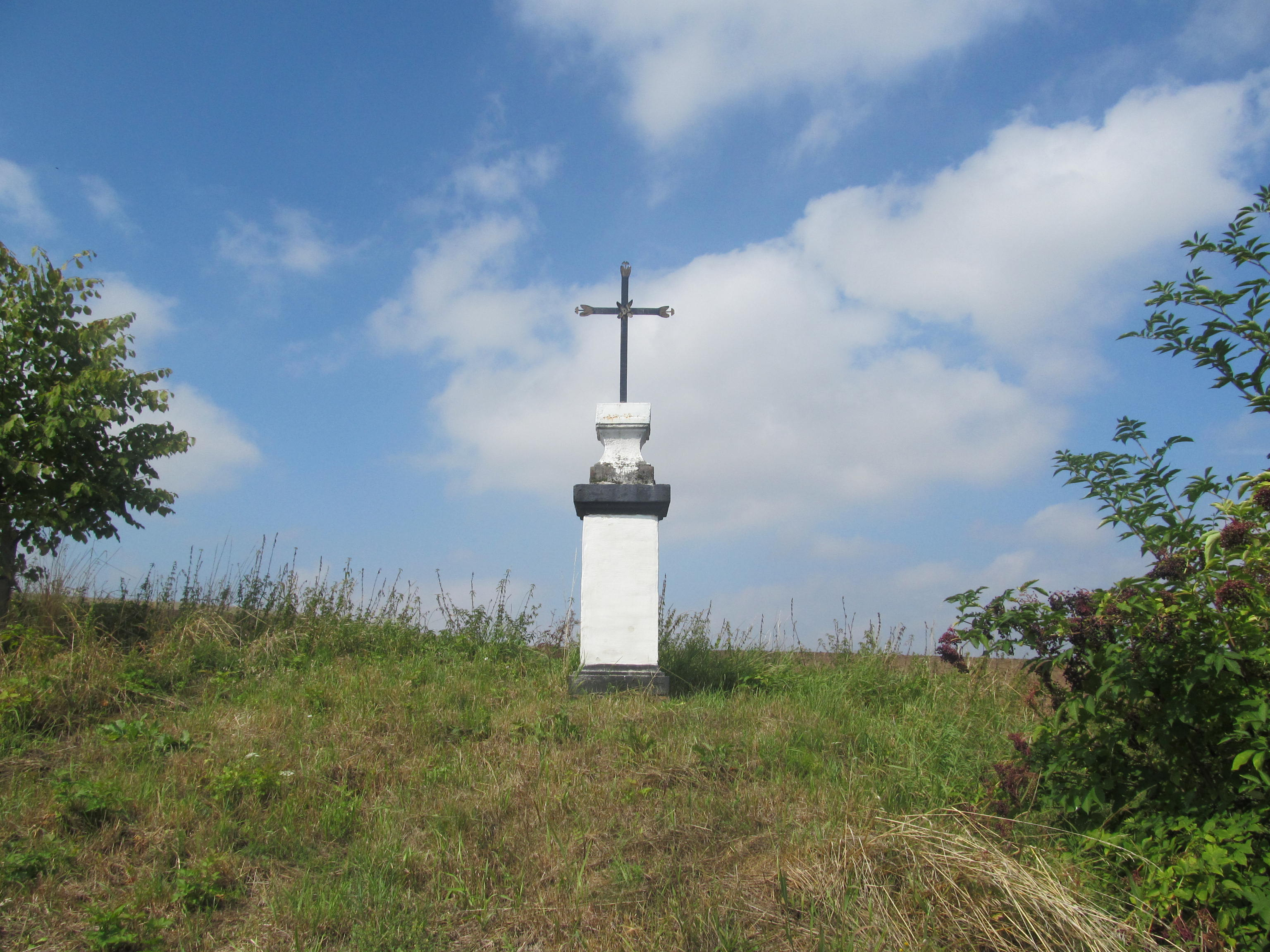
Křížek na Selmici

Z vrchnostenského dvora zbyly ruiny, chmelnice a ovocné zahrady pokrývaly bažiny a plevel, kaple svatého Ondřeje byla ohodnocena na pouhých padesát kop grošů. V provozu se podařilo udržet jen pivovar, a to do roku 1686. V letech 1669–1692 byli vlastníky panství Selmice Sinzendorfové. V roce 1692 je zakoupil kníže Ferdinand Schwarzenberg a připojil je k panství Postoloprty. Kaple svatého Ondřeje byla nově postavena v letech 1747–1749. Až do roku 1760 se v ní konaly pravidelné bohoslužby, později už jen při svatoondřejské pouti. Odsvěcena byla roku 1894, dnes je využívána jako rekreační objekt. Fara byla přestavěna na hájovnu.